# Associazione Calcio Prato 1962-1963
Questa pagina raccoglie le informazioni riguardanti l'Associazione Calcio Prato nelle competizioni ufficiali della stagione 1962-1963.

## Rosa
| N. |                   | Ruolo | Calciatore       |
| -- | ----------------- | ----- | ---------------- |
|    | Italia (bandiera) | A     | Renzo Aldi       |
|    | Italia (bandiera) | A     | Bruno Balsimelli |
|    | Italia (bandiera) | C     | Mario Bertini    |
|    | Italia (bandiera) | D     | Vincenzo De Dura |
|    | Italia (bandiera) | A     | Mauro De Grassi  |
|    | Italia (bandiera) | A     | Orazio Ferrigno  |
|    | Italia (bandiera) | D     | Roberto Galeotti |
|    | Italia (bandiera) | P     | Antonio Gridelli |
|    | Italia (bandiera) | D     | Sergio Magelli   |
|    | Italia (bandiera) | C     | Riccardo Moradei |

| N. |                   | Ruolo | Calciatore         |
| -- | ----------------- | ----- | ------------------ |
|    | Italia (bandiera) | A     | Carlo Pozzi        |
|    | Italia (bandiera) | A     | Maurilio Prini     |
|    | Italia (bandiera) | C     | Italo Rizza        |
|    | Italia (bandiera) | A     | Antonio Rossi      |
|    | Italia (bandiera) | A     | Nicola Ruggiero    |
|    | Italia (bandiera) | A     | Romano Taccola     |
|    | Italia (bandiera) | D     | Renato Targioni    |
|    | Italia (bandiera) | A     | Fernando Veneranda |
|    | Italia (bandiera) | C     | Mario Verdolini    |